# Pindai Caves
Die Pindai Caves sind ein Komplex von sechs Höhlen, die sich auf der Halbinsel Nepoui an der Westküste von Neukaledonien ungefähr 240 km nordwestlich von Nouméa befinden. Die Höhlen liegen 400 m vom Meer entfernt, mit der Ausnahme von Pindai II, die nur 20 m von der Küste entfernt ist.
Die Örtlichkeit ist als paläontologische Fundstelle bekannt, in der subfossile Überreste der ausgestorbenen Riesenschildkröte Meiolania und von ausgestorbenen Vogelarten gefunden wurden. Die ersten Fossilien wurden hier am 3. Juli 1983 von Jean-Christophe Balouet entdeckt, der nur 2 m vom Eingang entfernt einen vollständigen Schädel der Art Sylviornis neocaledoniae auf dem Höhlenboden fand. Die Ablagerungen in der Haupthöhle haben sich vermutlich auf dem Grund eines unterirdischen Sees angesammelt, der früher die Höhle gefüllt hatte. Die Sedimente im Hauptteil der Höhle bestehen aus Phosphaten und Magnesiumtonerde mit mehreren eingelagerten, 2 bis 10 cm tiefen, Gipsschichten, die während der Trockenperioden entstanden sind, als die Höhle noch nicht geflutet war.
Knochenansammlungen wurden an zwei Stellen in der Nähe der Seitenausgänge gefunden, die nun durch ungeschichtetes Sediment gefüllt sind. Knochen kommen sowohl an der Oberfläche als auch in Tiefen bis 1,5 m vor, wo die Ausgrabungen eingestellt wurden. Die Knochenkonzentration war sehr hoch. Mehr als 6.000 Knochen wurden in weniger als 3 m³ Erde zu Tage gefördert. Weichtierschalen, insbesondere von Arca, Ostrea und Nautilus, die vermutlich von Menschen in die Höhlen transportiert wurden, waren im Großteil der Ablagerungen ziemlich häufig. Die Holzkohle, die in direkter Verbindung mit Knochen von Sylviornis und anderen ausgestorbenen Vögeln, entnommen wurde, hat nach der Radiokarbonmethode ein datiertes Alter von 1750 ± 70 Jahren BP, was den Zeitraum 130 bis 270 n. Chr. entspricht. Sylviornis neocaledoniae ist die am häufigsten gefundene Art in den Pindai-Höhlen. Von den 23 anderen Arten, sind 8 ebenfalls ausgestorben und nur 7 sind noch existent. Vier der ausgestorbenen Arten sind ausschließlich von den Pindai-Höhlen bekannt. Diese sind Caloenas canacorum, die Neukaledonische Erdtaube (Gallicolumba longitarsus) sowie die beiden Greifvogelarten Accipiter efficax und Accipiter quartus. Häufiger als die Vogelknochen sind die von Fledermäusen (mindestens vier Arten). Über 1.000 Knochen ausgestorbener Reptilien, einschließlich der Gattungen Mekosuchus, Meiolania und Varanus, sind ebenfalls bekannt.
Die Knochenansammlung in dieser Fundstelle beinhaltet offenbar keine Ablagerungen in Eulengewöllen, da die meisten kleinen Vogelarten fehlen und Überreste von Sperlingsvögeln nur sehr selten gefunden wurden. Höhlenbewohnende Arten wie Fledermäuse und Segler (Collocalia) sind häufig in den subfossilen Ablagerungen und die Präsenz der anderen Arten ist vermutlich auf das Fangen oder Transportieren durch Menschen zurückzuführen. Das Sediment wurde in Zusammenarbeit mit dem Wasser- und Walddienst von Nouméa und Koné aus den Ablagerungen gewaschen. Große Knochen wurden im Feld entfernt und aus dem entstandenen Konzentrat wurden an der Smithsonian Institution die kleinen Knochen gelesen. Eine benachbarte Höhle enthält einen unterirdischen See mit tiefen, tückischen Schlammansammlungen. Balouet fand in diesem See den einzelnen Oberschenkelknochen der endemischen Spaltschwingentaube (Drepanoptila holosericea). Pindai II ist eine kleine Höhle mit einer Fläche von 5 m² und einer Höhe von 50 cm. Sie wurde 1983 entdeckt. Hier wurden drei Knochen der Riesenfruchttaube (Ducula goliath), das vollständige Becken der flugunfähigen Pelzralle (Gallirallus lafresnayanus) sowie drei Schädeldächer von Menschen entdeckt.